# Gat himalaià
El gat himalaià és un gat persa acolorit com un gat siamès, però té els trets característics de la raça persa, que combinats li donen un aspecte elegant. El gat himalaià té la mateixa morfologia del gat persa: estructura corporal, el cap massís, nas curt i camús, mantell llarg i sedós. Del gat siamès comparteix les puntes acolorides i els ulls blaus. Alguns gats himalaians presenten acromelanisme.
El gat himalaià és lleugerament més precoç que les femelles de la raça persa.
És un gat afectuós, intel·ligent i còmode, i no acostuma a miolar. Necessita poc espai, és ideal per a apartaments i com a company per als nens.